# أوغستو صموئيل بويد
أوغستو صموئيل بويد (بالإسبانية: Augusto Samuel Boyd)‏ (و. 1879 – 1957 م) هو سياسي، وطبيب من بنما ولد في مدينة بنما.